# Mieczysław Fatyga
Mieczysław Fatyga, pseud. Kirgiz (ur. 12 września 1923 w Nowej Słupi, zm. 2 września 1997 w Gdańsku) – uczestnik II wojny światowej w szeregach Gwardii Ludowej i Armii Ludowej,  funkcjonariusz aparatu bezpieczeństwa w stopniu kapitana, pułkownik MO.

## Życiorys

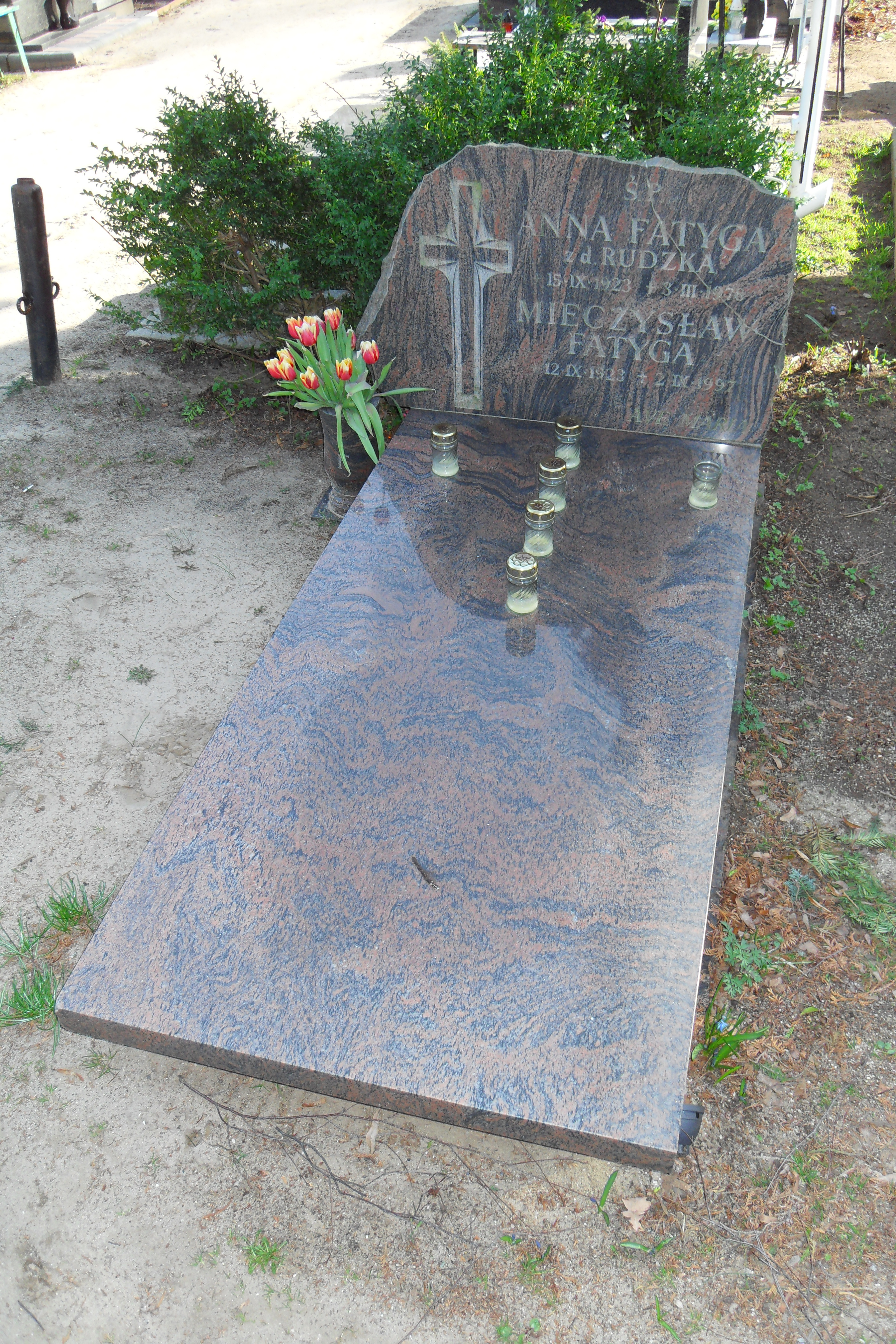
Grób na gdańskim cmentarzu Oliwskim

W 1939 skończył Szkołę Rzemieślniczą w Radomiu i został szlifierzem metalowym. Podczas okupacji od 1942 był żołnierzem Gwardii Ludowej. Następnie służył w Armii Ludowej w oddziale Mieczysława Moczara. Po wojnie, 1945-1946 był żołnierzem KBW i słuchaczem Szkoły Podchorążych Polityczno-Wychowawczych Centrum Wyszkolenia KBW, po ukończeniu której został zastępcą oficera informacji 2 pułku specjalnego KBW, a następnie oficerem śledczym Oddziału Informacji Wojsk Bezpieczeństwa Wewnętrznego w Poznaniu. Od 15 sierpnia 1946 służył jako referent Wydziału Specjalnego WUBP w Bydgoszczy. 25 maja 1947 został przeniesiony na analogiczną funkcję do Komendy Wojewódzkiej MO w Bydgoszczy. 1949-1950 oraz 1954-1956 był słuchaczem Rocznej Szkoły Oficerskiej Centrum Wyszkolenia MBP w Legionowie. Od sierpnia 1950 do 1952 był naczelnikiem jednego z wydziałów KW MO w Gdańsku, a następnie w Szczecinie. 1956-1966 zastępca naczelnika Wydziału "B" Wojewódzkiego Urzędu ds. Bezpieczeństwa Publicznego w Gdańsku, a od 1967 naczelnik Wydziału "W" SB KW MO w Gdańsku. W 1968 był słuchaczem Kursu Doskonalenia Kadr Kierowniczych Służby Bezpieczeństwa MSW. 5 marca 1990 zwolniony.
W latach 70. i 80. był kierownikiem sekcji piłki ręcznej i członkiem Zarządu GKS "Wybrzeże" i nieetatowym instruktorem KW PZPR w Gdańsku, lektorem Komitetu Zakładowego PZPR KW MO/WUSW i członkiem Komisji Weryfikacyjnej Wojewódzkiego Zarządu ZBoWiD.
Odznaczony Srebrnym Medalem Zasłużonym na Polu Chwały (1945), Medalem Zwycięstwa i Wolności 1945 (1946), Krzyżem Partyzanckim (1947), Srebrnym i Złotym Krzyżem Zasługi, Krzyżem Kawalerskim (1964), Oficerskim (1979) i Komandorskim (1989) Orderu Odrodzenia Polski, Medalem „Za udział w walkach w obronie władzy ludowej”, Medalem 10-lecia, 30-lecia i 40-lecia Polski Ludowej i wieloma odznakami i innymi medalami. Pochowany na cmentarzu Oliwskim (kwatera 10-B-20).